# Diego Causero
Diego Causero (Moimacco, Friuli-Venezia Giulia, Itália, 13 de janeiro de 1940) é um arcebispo católico romano e diplomata emérito da Santa Sé.

## Biografia
Diego Causero estudou depois de sua formação teológica no Seminário da Arquidiocese de Udine de 1959 a 1964, teologia católica na Pontifícia Universidade Gregoriana de Roma. Foi ordenado sacerdote em 7 de abril de 1963 por Giuseppe Zaffonato, Arcebispo de Udine. De 1964 a 1966 completou o doutorado em liturgia no Instituto de Liturgia do Anselmianum em Roma. Ele foi inicialmente ativo no cuidado pastoral e espiritual no seminário em Udine. De 1969 a 1973 trabalhou para a Pontifícia Academia. Graduou-se em Direito Canônico pela Pontifícia Universidade Lateranense de Roma. Em 1973 ingressou no serviço diplomático da Santa Sé. Em 5 de setembro de 1974, o Papa Paulo VI o premiou com o título honorário de capelão de Sua Santidade (Monsenhor). Causero trabalhou nas Nunciaturas Apostólicas para a Nigéria (1973-1976), Espanha (1976-1980), Síria (1980-1984) e Austrália (1984-1987), entre outros. De 1988 a 1991 foi representante da Santa Sé nas Nações Unidas em Genebra. Em 1991 estabeleceu a nunciatura em Tirana, Albânia.
O Papa João Paulo II o nomeou bispo titular de Meta em 15 de dezembro de 1992 e o nomeou núncio apostólico no Chade, e logo depois na República Centro-Africana e na República do Congo. Em 6 de janeiro de 1993, o próprio Papa João Paulo II doou sua ordenação episcopal; os co-consagradores foram os Arcebispos da Cúria Giovanni Battista Re e Justin Francis Rigali. Em 1995, entregou a nunciatura da República do Congo a Luigi Pezzuto e, em 1999, passou a nunciatura da República Centro-Africana a Joseph Chennoth. Em 31 de março de 1999, foi nomeado Núncio Apostólico na Síria pelo Papa João Paulo II.
Em 24 de fevereiro de 2001, o Papa João Paulo II o nomeou arcebispo titular de Gradum. Em 10 de janeiro de 2004 foi nomeado núncio na República Tcheca.
Papa Bento XVI nomeou-o em 28 de maio de 2011 Núncio Apostólico para a Suíça e Liechtenstein com sede oficial em Berna; ele sucedeu o arcebispo Francesco Canalini no cargo. Seu mandato terminou em 5 de setembro de 2015 com a nomeação de Thomas Gullickson como seu sucessor.

O arcebispo Causero fala italiano, francês, inglês, alemão e espanhol.